# Brennendes Geheimnis (1933)
Brennendes Geheimnis (Alternativtitel Das brennende Geheimnis) ist ein deutscher Spielfilm von Robert Siodmak aus dem Jahre 1933. Vorlage bildete die 1911 veröffentlichte Novelle Brennendes Geheimnis von Stefan Zweig.

## Inhalt
Baron von Haller, ein Rennfahrer, lernt im Urlaub eine Frau mit ihrem zwölfjährigen Sohn Edgar kennen. Zunächst freundet er sich mit Edgar an, verliebt sich dann jedoch in dessen Mutter. Edgar versteht die Anbandlung zwischen seiner Mutter und dem Rennfahrer nicht. Er wird geplagt von Eifersucht. Außerdem fühlt er sich an den Rand gedrängt und sieht die Ehe seiner Eltern in Gefahr.
Während der Liebelei verfolgt er die beiden und wird Zeuge, wie sie sich küssen. Nachdem der Rennfahrer Herr von Haller abgereist ist, hüten Mutter und Sohn, die wieder ein vertrauensvolles Verhältnis haben, dieses Geheimnis gegenüber dem Vater bzw. Ehemann.

## Produktionsnotizen
Brennendes Geheimnis wurde ab dem 9. November 1932 gedreht, die Dreharbeiten endeten Mitte Dezember desselben Jahres. Drehorte waren das EFA-Atelier Cicerostraße in Berlin sowie Ascona in der Schweiz. Die Welturaufführung fand am 29. Januar 1933 in Wien statt. Der Film passierte die Zensur am 2. März 1933 und wurde am 20. März 1933 im Berliner Capitol uraufgeführt. Am 21. März 1933 warf das Nazi-Blatt Der Angriff dem Film „krankhafte Schwüle und dumpfe Verworrenheit“ vor. Nach einer Woche wurde die Freigabe widerrufen, woraufhin der Film in den deutschen Kinos abgesetzt werden musste.
Walter Pindter assistierte Chefkameramann Richard Angst, die Gesangstexte zu Allan Grays Musik lieferte Max Kolpe. Die Bauten entwarf Robert A. Dietrich. Günter Mamlok hatte die Produktionsleitung. Schnittmeister Max Brenner war auch Siodmaks Regieassistent.
Es wurden folgende zwei Musiktitel gespielt:
- Ein Junge darf nicht lange überlegen
- Man sagt nichts, man fragt nichts

Deren Veröffentlichung erfolgte im Wiener Bohème-Musikverlag, Berlin-Wien.

## Hintergrund
Ende Januar 1933 wurde Adolf Hitler zum Reichskanzler des Deutschen Reiches gewählt, die sogenannte Machtergreifung der Nationalsozialisten.
Die Aufführung des Films wurde vom Reichsminister für Volksaufklärung und Propaganda Joseph Goebbels verboten. Dies lag einerseits an der Tatsache, dass Autor der Romanvorlage, Stefan Zweig, und der Regisseur des Films Juden waren. Außerdem befürchtete Goebbels, dass der Titel des Films als ironische Anspielung auf den Reichstagsbrand vom 27. Februar 1933 verstanden werden könnte. Anschließend verließ Siodmak Deutschland und ging nach Frankreich.
1956 hatte Stanley Kubrick bei MGM ein Drehbuch für die Verfilmung des Romans vorgelegt. Der Plan wurde jedoch nie umgesetzt.
Andrew Birkin, Stanley Kubricks ehemaliger Assistent, verfilmte 1988 den Stoff noch einmal: Burning Secret mit Klaus Maria Brandauer in der Rolle des Adeligen und Faye Dunaway als Mutter.
Brennendes Geheimnis war der letzte Film der Schauspielerin Rina Marsa.

## Kritiken
„Unterkühlt bleibt das Drama, ungerührt die Natur, die Siodmak als Gegenpol immer wieder ins Bild rückt. Es kommt zum Kuss, aber zum äußersten nicht. Am Ende wird der Sohn vergeben und schweigen. Nichts brennt hier, alles schwelt. Sehr elegant inszeniert. Wenn die Darsteller nur nicht so zeittypisch schnarrten.“

„Gesellschaftsfilm mit melodramatischen Akzenten.“